# Plakortis erythraena
Plakortis erythraena är en svampdjursart som beskrevs av Claude Lévi 1958. Plakortis erythraena ingår i släktet Plakortis och familjen Plakinidae.
Artens utbredningsområde är havet utanför Eritrea. Inga underarter finns listade i Catalogue of Life.